# Vitalij Konstantinovič Kalojev
Vitalij Konstantinovič Kalojev (rusky Виталий Константинович Калоев; * 15. ledna 1956) je ruský architekt a politik, otec rodiny, která (až na něj) zahynula při srážce letadel nad Bodamským jezerem v roce 2002, vrah, a bývalý náměstek ministra Severní Osetie-Alanie pro výstavbu (2008–2016). V roce 2016 obdržel nejvyšší severoosetinské vyznamenání. V roce 2004 ve Švýcarsku zavraždil řídícího letového provozu, jehož považoval jako viníka za smrt jeho rodiny.

## Vražda Petera Nielsena
V roce 2004 Kalojev navštívil Švýcarsko a rozzuřen návrhem firmy Skyguide na vyrovnání za smrt jeho rodiny i tím, že se mu dosud nikdo neomluvil a ani nikdo nebyl za smrt jeho rodiny a tolika lidí odsouzen, vyhledal a ubodal leteckého dispečera Petera Nielsena, který lety nad Německem v době srážky řídil.
Ve Švýcarsku byl v roce 2005 odsouzen k osmi letům vězení za vraždu, ovšem již v roce 2007 byl propuštěn pro přechodné pominutí smyslů, v němž měl vraždu spáchat.

## Popularita
Doma byl vítán davy jako hrdina, který zajistil obětem spravedlnost. On sám opakovaně vyjádřil názor, že zabití Petera Nielsena bylo správné a nelituje ho.
Svůj názor na havárii a na zabití Petera Nielsena mu bylo umožněno prezentovat ve vícero západních i ruských dokumentech, kam byl přizván jako zúčastněný, mimo jiné v patřičných dílech dokumentárních cyklů Vteřiny před katastrofou a Letecké katastrofy. Vedle těchto dokumentů vznikly i filmy s postavami inspirovanými jeho osudem: německý Let v noci (2009), americká Cesta bez návratu (2017), kde inspiroval postavu hranou Arnoldem Schwarzeneggerem, a ruský Непрощённый (2018).
Na jeho počest bylo složeno několik písní: Honour britské kapely Semion, Ballad of Vitaly americké kapely Delta Spirit, The Flight německé kapely Edge of Dawn a Paper Chains anglického písničkáře Michaela Wadlowa.